# 記録作成等の措置を講ずべき無形文化財
記録作成等の措置を講ずべき無形文化財（きろくさくせいとうのそちをこうずべきむけいぶんかざい）とは、重要無形文化財以外の無形文化財のうち、記録・保存・公開に関する経費の一部に公費による補助を充てることができるもの。文化庁長官によって選択される。選択無形文化財（せんたくむけいぶんかざい）ともいう。

## 概要
文化財保護法第77条第1項では
文化庁長官は、重要無形文化財以外の無形文化財のうち特に必要のあるものを選択して、自らその記録を作成し、保存し、又は公開することができるものとし、国は、適当な者に対し、当該無形文化財の公開又はその記録の作成、保存若しくは公開に要する経費の一部を補助することができる。
としており、この規定により文化庁長官によって選択されたものを、「記録作成等の措置を講ずべき無形文化財」、通称「選択無形文化財」という。

## 選択の基準
文化庁は「記録作成等の措置を講ずべき無形文化財」の選択基準を次のように定めている。
芸能関係
音楽、舞踊、演劇その他の芸能及びこれらの芸能の成立、構成上重要な要素をなす技法のうち我が国の芸能の変遷の過程を知る上に貴重なもの
工芸技術関係
陶芸、染織、漆芸、金工その他の工芸技術のうち我が国の工芸技術の変遷の過程を知る上に貴重なもの

## 選択の状況
- 芸能
  - 雅楽 （0件）
  - 能楽 （1件）
  - 文楽 （0件）
  - 歌舞伎 （10件）
  - 組踊 （0件）
  - 音楽 （56件）
  - 舞踊 （0件）
  - 演芸 （5件）
  - その他 （0件）
- 工芸技術
  - 陶芸 （15件）
  - 染織 （14件）
  - 漆芸 （7件）
  - 金工 （10件）
  - 木竹工 （2件）
  - 人形 （1件）
  - 撥鏤（ばちる） （0件）
  - 手漉和紙（てすきわし） （7件）
  - 截金（きりかね） （1件）
  - その他 （3件）